# 伊萨尔河畔兰道
伊萨尔河畔兰道（德語：Landau an der Isar，官方拼写为，發音：[ˈlandaʊ ʔan deːɐ̯ ˈʔiːzaʁ] ⓘ）是德国巴伐利亚州下巴伐利亚行政区丁戈尔芬-兰道县的城市，曾是伊萨尔河畔兰道县的县治，面积84.39平方千米，2023年12月31日人口为14,402人。